# Palazzo Pubblico (Siena)

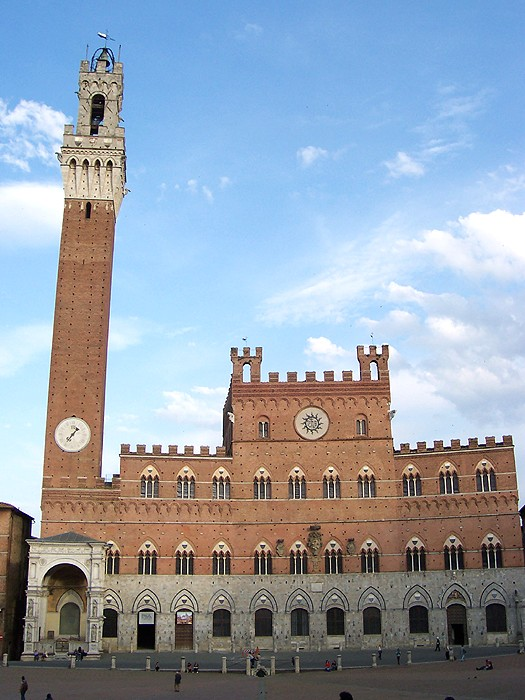
Palazzo Pubblico

Het Palazzo Pubblico is een stadhuis en museum in Siena in Italië. Tegenwoordig is het nog in gebruik als stadhuis en is het Museo Civico er gevestigd.
Het Palazzo Pubblico is de voormalige zetel van de Signoria en de Podestà. Het elegantste gotische paleis van Toscane is in 1297-1310 gebouwd. Vergrotingen vonden plaats in de 14e eeuw.

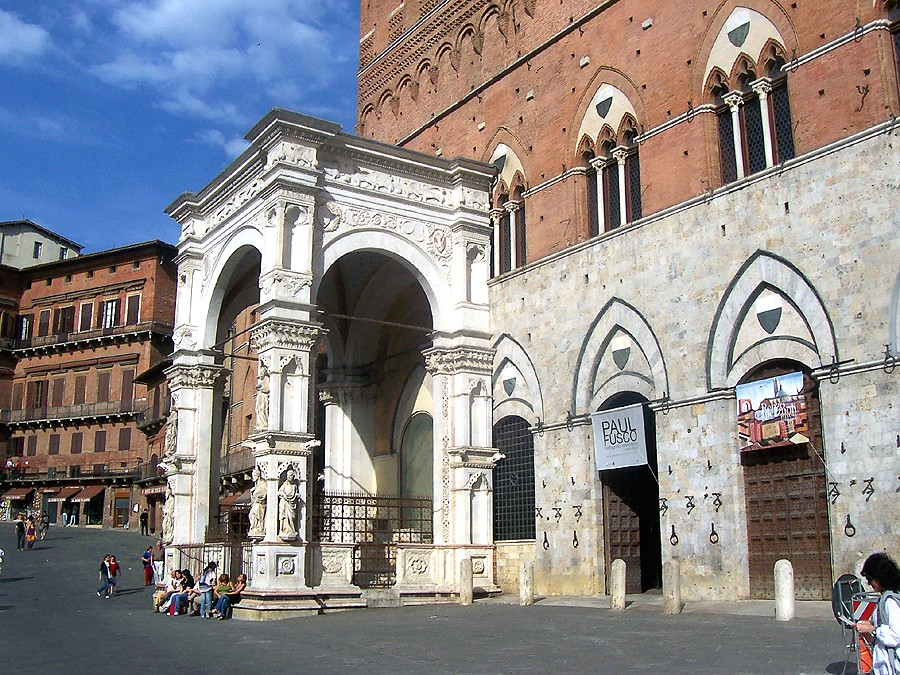
Cappella di Piazza

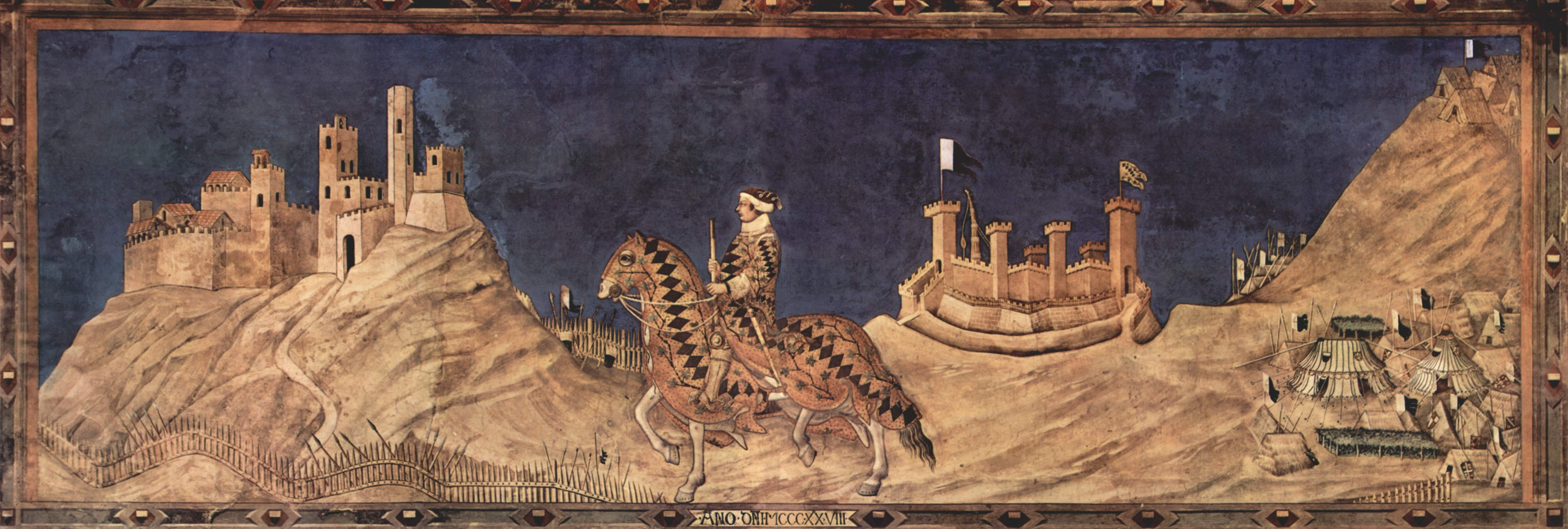
Guido Riccio da Fogliano, fresco van Simone Martini

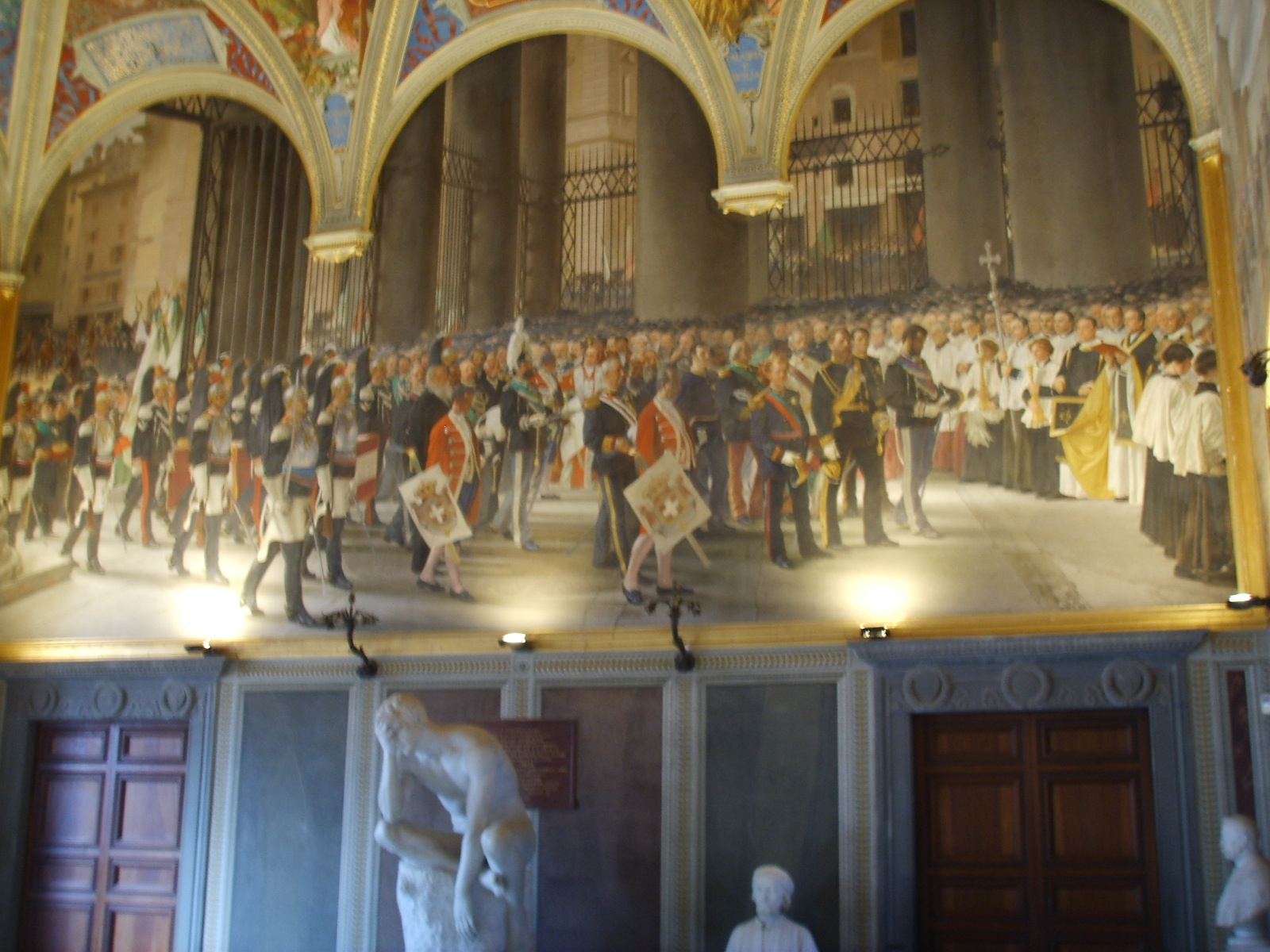
Sala del Risorgimento

Het gebouw bestaat uit een benedenverdieping van natuursteen; de hogere verdiepingen zijn van baksteen evenals de aan de linkerkant oprijzende Torre del Mangia, gemaakt in 1338-1348 door de gebroeders Rinaldo. In het midden van het gebouw is het wapen van de familie Medici aangebracht. Het stadhuis heeft een stenen klokkentoren, de Torre del Mangia. Deze is slank van vorm en 102 meter hoog en kan worden beklommen waar men een goed uitzicht over Siena heeft. Aan de voet van de toren bevindt zich de in 1352 (na de grote pest van 1348) bijgebouwde Cappella di Piazza uit 1352-1376, met een fresco van Il Sodoma. Hij is in 1468 verhoogd. Er zijn heiligenbeelden in de nissen te zien.
Bij het middendeel van het paleis werd pas in 1680-1681 een tweede symmetrische vleugel bijgebouwd. In de vestibule, in de Sala d'Attesa, ziet men een Kroning van Maria, een hoofdwerk van Sano di Pietro uit 1445. In de volgende zaal een fresco door Il Sodoma, Verrijzenis, uit 1537.

## Museo Civico
Op de eerste verdieping bevindt zich het museum. In de eerste zaal zijn schilderijen met de belangrijkste periode van de Italiaanse eenwording te zien met onder andere Victor Emanuel II van Italië. In een tweede zaal zijn fresco’s van Spinello Aretino over Paus Alexander te zien. De Zaal van de Kardinaal en de Zaal van het Consistorie hebben allegorische afbeeldingen. In de Antekapel zijn afbeeldingen van goden, filosofen, politici te zien met werken van Taddeo di Bartolo. In deze kapel zijn bewerkte koorbanken. In de Zaal van de Wereldkaart (La Sala del Mappamondo) waar eens een kaart van Siena hing gemaakt door Ambrogio Lorenzetti. Nu hangt er een Maesta van Simone Martini gemaakt in 1315. Ook hangt er diens schilderij Guido Riccio da Fogliano uit 1328. In de Zaal van de Vrede (Sala della Pace) zijn de freso's Allegorie van goed en van slecht bestuur van Ambrogio Lorenzetti. In de Zaal van de Pilaren bevinden zich schilderijen van Neroccio di Lando.